# Enrico Gualazzi
Enrico Gualazzi (Cremona, 1º febbraio 1925 – Cremona, 6 dicembre 1972) è stato un calciatore italiano, di ruolo portiere.

## Carriera
Comincia nella squadra della sua città, Cremona, e nel 1949 approda al Genoa in Serie A. Dopo 3 campionati con i liguri con cui retrocede in Serie B, passa in prestito al Cagliari sempre nella serie cadetta.
Ritorna dopo un solo anno al Genoa neopromosso nella massima serie con cui concluderà la carriera professionistica nel 1955 dopo che un intervento scomposto di Giampiero Boniperti gli frattura l'avambraccio in un'azione di gioco.

## Palmarès

### Club

#### Competizioni nazionali
- Serie C: 1

Cremonese: 1941-1942